# Leo Ruickbie
Leo Ruickbie é um historiador e sociólogo especializado em temas como bruxaria, mágica e Wicca.